# 梅索拉卡
梅索拉卡（義大利語：Mesoraca），是意大利克罗托内省的一个市镇。总面积92.6平方公里，人口6804人，人口密度73.5人/平方公里（2009年）。

## 友好城市
- 義大利拉韦纳蓬泰特雷萨